# Amália Maria Alexandre
Amália Maria Alexandre   () és una política angolesa. Afiliada al Moviment Popular per a l'Alliberament d'Angola (MPLA), des del 28 de setembre de 2017 és diputada d'Angola per la circumscripció electoral nacional.
Alexandre es va llicenciar en enginyeria química. Va treballar a l'Organització de la Dona Angolesa (Organização da Mulher Angolana, OMA), sent la seva secretària de relacions internacionals del comitè nacional i secretària del comitè de la comunitat OMA a Sud-àfrica i el Brasil del 2002 al 2010.